# 讓-雅克·馬塞爾
讓-雅克·馬塞爾（1931年6月13日—2014年10月3日）是一名法國前足球運動員，司職中場。馬塞爾是1950年代法國國家隊不可或缺的一員。

## 球員生涯
這位來自法國南部的球員於1949年由索察簽下，並加入他們的青年軍，但很快就獲得正選位罝。讓-雅克·馬塞爾是一名身體強壯的右路球員，在防守和進攻方面都具有出色的素質，射門能力強，頭球出色——在420多場聯賽中射入76球在那個時代對於一名中場球員來說是不尋常的。1953年，還在法國U21效力的他因為不斷取得成績首次入選法國國家隊。
1954年，他隨馬賽搬到家鄉地區，並在那里呆了五年，與年長17歲的拉爾比·本巴瑞克並肩作戰。 然後他在土倫效力一年，然後於1965年在巴黎競技結束他的職業球員生涯。
馬塞爾沒有贏得任何冠軍，亦沒有為法甲聯賽的大球隊效力，這與他在法國國家足球隊的情況形成強烈對比。

### 國際賽生涯
從1953年5月到1961年10月，讓-雅克·馬塞爾代表法國國家隊參加44場國際賽（效力索察時10場、馬賽時24場、土倫時3場、巴黎時7場）。馬塞爾射入三個入球，並在四場比賽中擔任隊長。多年來，馬塞爾在國家隊的位置是無可爭議的； 因此他自然而然地參加1954年和1958年世界盃。在瑞典，與法國國家隊一起獲得季軍同時也是其職業生涯中最大的成就。馬塞爾還參加第一屆歐洲錦標賽（1960年在法國）。馬塞爾與阿曼德·彭文一起組成一個有天賦的中場線直到1959年，而他在其中與在他在球會時不同的地方是通常他在左路踢球。

## 個人生活
1965年，馬塞爾回到他出生的城市生活，並作為業餘愛好者在他離開職業球會當了幾年業餘球員。他首先在職業上支持其父親，當時的布里尼奧勒市長，從事葡萄酒貿易； 隨後，他擔任體育用品製造商樂卡克的代表。馬塞爾生活孤僻，但仍然住在弗雷瑞斯和普羅旺斯地區艾克斯之間的小鎮。

## 逝世
2014年10月3 日，他的前球會宣布馬塞爾去世，享年83歲。

## 外部鏈接
- JEAN-JACQUES MARCEL （页面存档备份，存于）於法國足球總會（法語）